# Кьеркегор, Метте
Метте Кьеркегор (дат. Mette Kierkgaard; род. 5 марта 1972, Рибе) — датский политический и государственный деятель. Член партии «Умеренные». Министр по делам пожилых людей Дании с 15 декабря 2022 года. Депутат фолькетинга с 2022 года.

## Биография
Родилась 5 марта 1972 года и выросла в Рибе. Дочь фермера Ове Тобиасена (Ove Tobiasen) и Кирстен Нордаль (Kirsten Nordahl).
В 1991 году окончила кафедральную школу в Рибе. В 1991—1992 гг. училась в Колледже Халла в Кингстон-апон-Халл, где сдала кембриджский экзамен по английскому языку CPE. В 1999 году получила степень магистра социологии (Cand.scient.soc.) в Ольборгском университете, стажировалась в Университете Западной Виргинии. В 2002 году получила степень доктора философии в области политической социологии Ольборгском университете, стажировалась в Гарвардском университете. В 2022 году получила степень магистра государственного управления (MPA) в Университете Южной Дании и Орхусском университете.
В 2003—2005 гг. — доцент кафедры политической социологии Ольборгского университета. В 2005—2007 гг. — старший консультант и заместитель руководителя Института социальных исследований (Socialforskningsinstituttet). В 2007—2008 гг. — главный консультант в консалтинговой компании NIRAS.
В 2008—2012 гг. — клерк государственного Совета по социальным делам (Socialstyrelsen). В 2012—2015 гг. — руководитель администрации (Myndighedschef) в коммуне Эсбьерг. В 2016 году была домохозяйкой на время командировки мужа в США. В 2017 году — начальник отдела государственного агентства сельского хозяйства (Landbrugsstyrelsen). В 2017—2018 гг. — менеджер и специалист-консультант государственного Совета по социальным делам (Socialstyrelsen). В 2018—2020 гг. — глава отдела профилактики преступлений среди молодёжи, а затем руководитель администрации (Myndighedschef) в коммуне Эсбьерг. В 2020—2022 году была главой по вопросам семьи (Familiechef) в коммуне Виборг.
По результатам парламентских выборов 2022 года избрана депутатом фолькетинга в округе Южной Ютландии от партии «Умеренные». Заместитель председателя фракции с 2022 года.
15 декабря 2022 года назначена министром по делам пожилых людей Дании во втором правительстве Метте Фредериксен, сформированном по результатам выборов 1 ноября.

## Личная жизнь
Замужем за Томасом Кьеркегором (Thomas Kierkgaard), директором по инновациям и технологиям датской компании NTT DATA Business Solutions Nordic. У пары двое сыновей.

## Награы
- Командор ордена Данеброг (15 декабря 2024 года)[7]